# Pieczęć Skonfederowanych Stanów Ameryki

Pieczęć Skonfederowanych Stanów Ameryki

Pieczęć Skonfederowanych Stanów Ameryki, przedstawiała Jerzego Waszyngtona konno. Wzorowano się na jego pomniku w Richmond w stanie Wirginia. Miasto to było stolicą państwa najdłużej w historii CSA. Otoczony jest wieńcem wykonanym z podstawowych produktów rolnych Południa: z prawej (heraldycznie) strony znajdują się tytoń, kukurydza i ryż; z lewej umieszczono bawełnę, pszenicę i trzcinę cukrową. Rośliny związane są wstążkami czerwono–biało–niebieskimi. Barwy te powszechnie kojarzone są z republikańskimi wartościami. 22 lutego 1862 roku, to dzień szczególnych dla CSA wydarzeń: wejścia w życie konstytucji i zaprzysiężenia Jeffersona Davisa – jedynego prezydenta. Datę tę wybrano, ponieważ jest rocznicą urodzin Waszyngtona. Narodowa dewiza Deo Vindice, znaczy Bóg naszym obrońcą. 

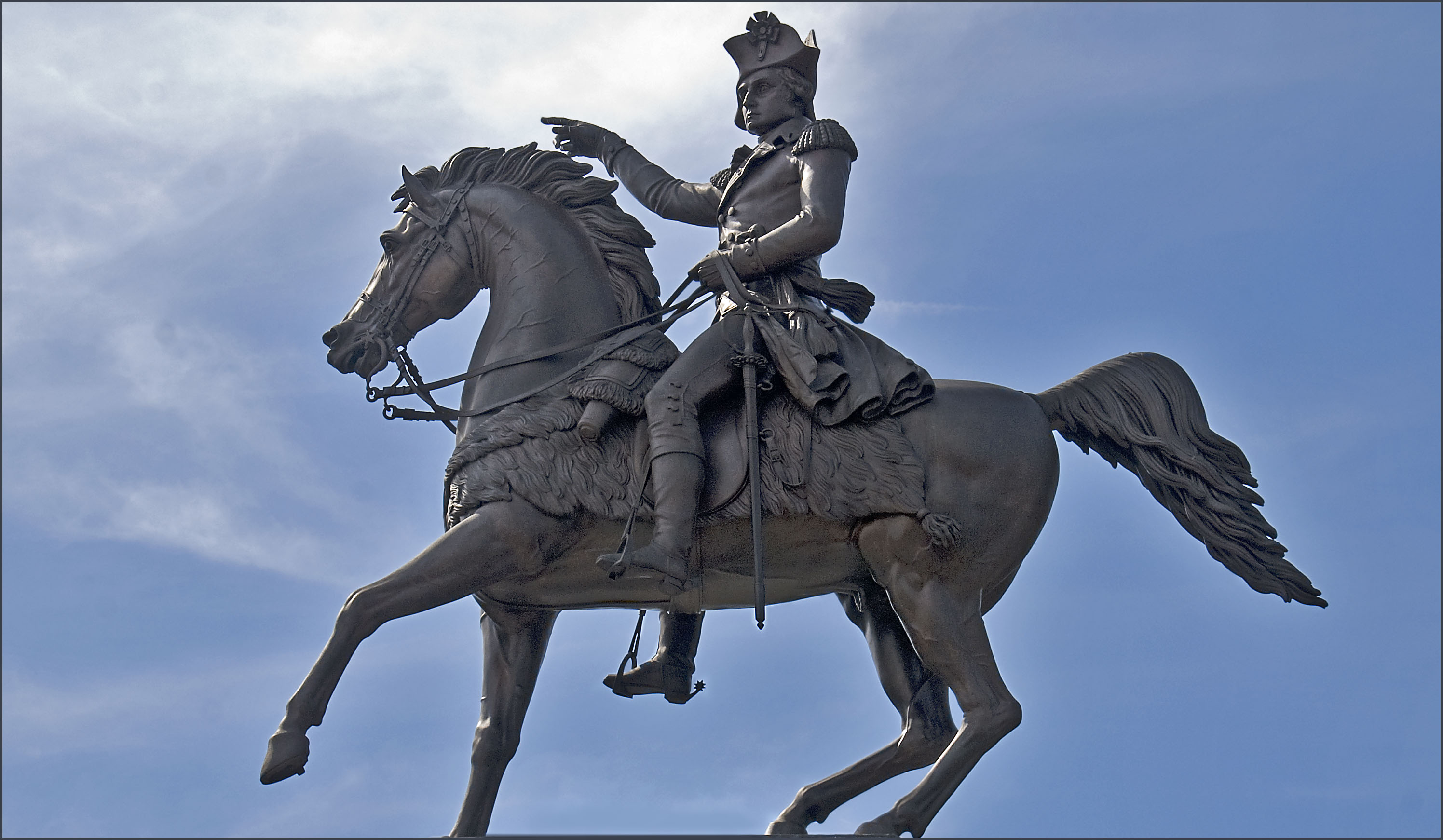
Pomnik, który posłużył za wzór
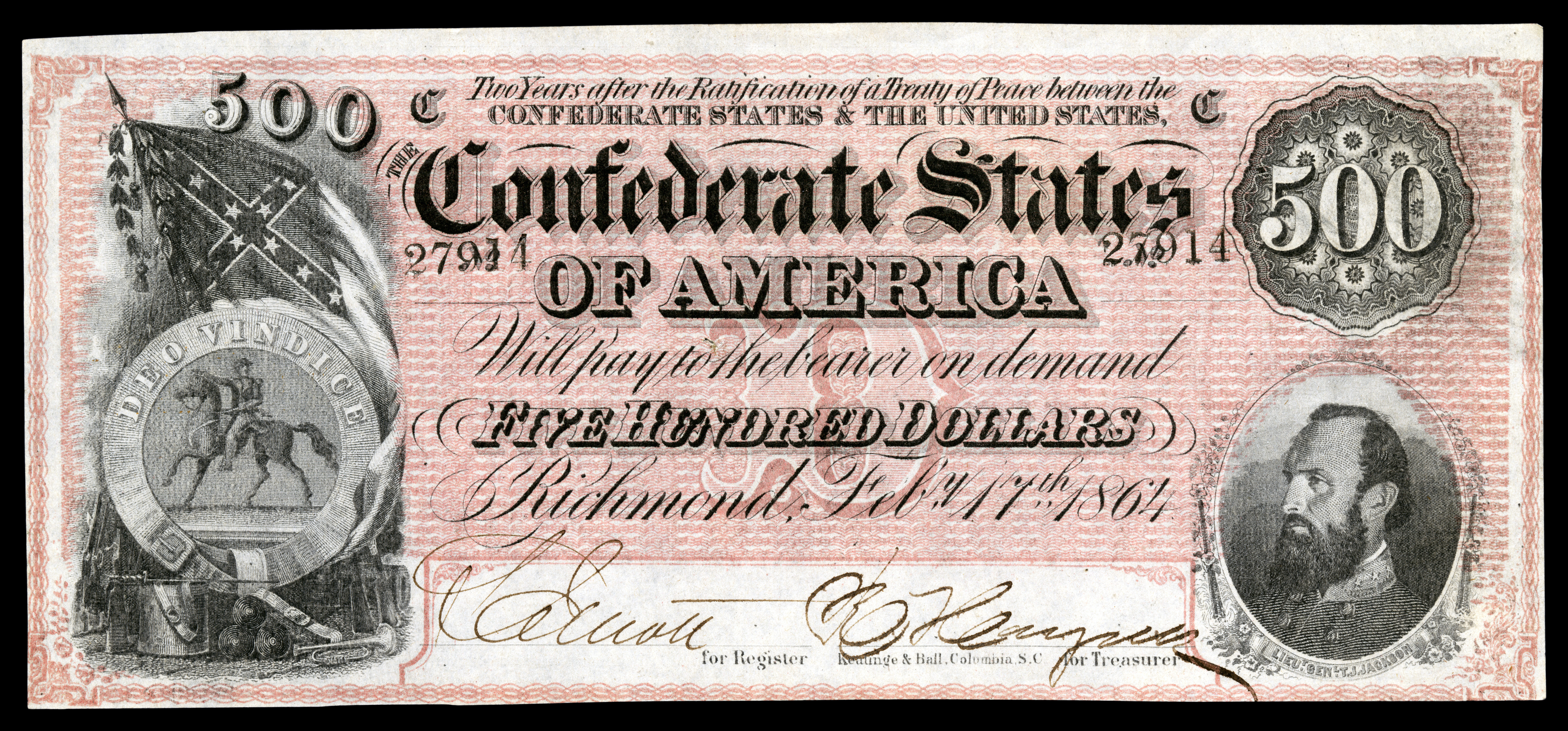
Uproszczonę wersję Pieczęci umieszczono na banknocie 500 dolarów CSA

Pieczęć została zaprojektowana na krótko przed upadkiem Konfederacji. Nigdy nie użyto jej w jakichkolwiek urzędowych formalnościach.